# Peroxosalpetersäure
Die Peroxosalpetersäure ist eine Sauerstoffsäure des Stickstoffs mit der Summenformel NO2(OOH) = HNO4. Die sehr unbeständige Verbindung wird zu den Photooxidantien gezählt.

## Herstellung
Peroxosalpetersäure lässt sich im Labor durch Einwirkung von trockenem Wasserstoffperoxid (H2O2) auf kristallines Distickstoffpentoxid (N2O5, das Anhydrid der Salpetersäure) bei einer Temperatur von −80 °C herstellen:
{\displaystyle \mathrm {N_{2}O_{5}+H_{2}O_{2}\longrightarrow NO_{2}(OOH)+HNO_{3}} }
Aufgrund ihrer hohen Instabilität zerfällt sie bereits bei −30 °C explosionsartig. Als schwach konzentrierte Lösung ist sie bei 20 °C für einige Zeit haltbar, zerfällt dann jedoch in H2O2 und HNO3. Bei pH-Werten > 5 zerfällt das Peroxonitration in ein Nitrit-Ion und ein Sauerstoffmolekül:
{\displaystyle \mathrm {NO_{4}^{-}\longrightarrow NO_{2}^{-}+O_{2}} }

## Auftreten in der Natur
In der Erdatmosphäre kann es durch intensive Sonneneinstrahlung zur (kurzfristigen) Bildung von Peroxosalpetersäure durch Reaktion von Stickstoffdioxid (NO2) mit einem HOO·-Radikal kommen:
{\displaystyle \mathrm {HOO\cdot +NO_{2}\longrightarrow NO_{2}(OOH)} }
Aufgrund ihrer Instabilität zerfällt sie auch wiederum und reagiert unter anderem zu den oben beschrieben Produkten.